# كأس العالم للرجبي للسيدات 1991
كأس العالم للرجبي للسيدات 1991 (بالإنجليزية: 1991 Women's Rugby World Cup)‏ هو الموسم 1 من  كأس العالم للرجبي للسيدات. أقيم خلال الفترة 6 أبريل وحتى 14 أبريل 1991م، وبمشاركة 12 فريقاً، وفاز فيه منتخب الولايات المتحدة الوطني لاتحاد الرغبي للنساء.